# Yevgeni Steshin
Yevgeni Aleksandrovich Steshin (tiếng Nga: Евгений Александрович Стешин; sinh ngày 14 tháng 4 năm 1992) là một cầu thủ bóng đá người Nga. Anh thi đấu cho F.K. Luch-Energiya Vladivostok.